# 大连市人民政府
大连市人民政府（简称大连市政府）是中华人民共和国大连市地方国家行政机关，办公地点位于辽宁省大连市西岗区人民广场1号。其机构历史最早可追溯至1946年10月成立的旅大金行政联合办事处。

## 历史
1945年8月起，今大连市南部成为苏军占领区。11月，成立大连市政府。在苏军支持下，中国共产党开始主导地方行政。除大连市政府外外，旅顺市、金县、大连县陆续建立政府机构。
1946年9月29日至10月1日，旅顺市、金县、大连县政府及群众代表110人在大连市政府礼堂举行联席会议，设立旅大金行政联合办事处（简称旅大行政联合办事处），成为当地最高的行政机关，管辖大连市、旅顺市、金县、大连县。
1947年4月3日，由苏联元帅梅列茨科夫主持:128，在旅顺市举行旅大地区首届各界人民代表大会成立关东行政公署（简称关东公署）:128。关东公署办公地点在旅顺，管辖大连市、旅顺市、金县、大连县。11月下旬，关东公署迁至大连市斯大林广场1号（即今人民广场1号）。大连市政府迁至中山广场。在苏军占领的背景下，关东公署完全由苏联方面控制，各部门设置苏军代表，决定行政工作。以刘顺元、唐韵超为代表的地方干部对此有过抗争:128，133—134。
1949年4月27日，召开旅大地区第二届各界人民代表大会。关东公署改称旅大公署，辖区不变，旅大行署区成立。1950年，东北人民政府决定将旅大公署、大连市政府合并为旅大市人民政府，旅大市成立。1955年，苏军撤离旅顺港（旅顺口海军根据地），中国恢复全部主权。1981年2月9日，中国国务院批准旅大市改名大连市，行政区不变，旅大市人民政府逐改名为大连市人民政府。

## 机构设置
2025年时，大连市人民政府官方网站显示，除大连市政府办公室外，大连市人民政府设置以下36个市政府部门：
- 大连市发展改革委
- 大连市教育局
- 大连市科技局
- 大连市工业和信息化局
- 大连市民族和宗教局
- 大连市公安局
- 大连市民政局
- 大连市司法局
- 大连市财政局
- 大连市人力资源社会保障局
- 大连市自然资源局
- 大连市生态环境局
- 大连市住房城乡建设局
- 大连市交通运输局
- 大连市水务局
- 大连市农业农村局
- 大连市海洋发展局
- 大连市商务局
- 大连市文化和旅游局
- 大连市卫生健康委
- 大连市退役军人局
- 大连市应急局
- 大连市审计局
- 大连市政府外办
- 大连市国资委
- 大连市市场监管局
- 大连市体育局
- 大连市信访局
- 大连市统计局
- 大连市政府研究室
- 大连市国动办
- 大连市数据局
- 大连市医保局
- 大连市城市管理局
- 大连市政府经合办
- 大连市政府口岸办

### 直属事业单位
2025年时，官方网站显示为3个：
- 大连市供销社
- 大连市住房公积金管理中心
- 大连市检验检测认证技术服务中心